# Colmeias
Colmeias ist ein Ort und eine ehemalige Gemeinde (Freguesia) im portugiesischen Kreis Leiria. Die Gemeinde hatte 3280 Einwohner (Stand 30. Juni 2011).
Am 29. September 2013 wurden die Gemeinden Colmeias und Memória zur neuen Gemeinde União das Freguesias de Colmeias e Memória zusammengeschlossen. Colmeias ist Sitz dieser neu gebildeten Gemeinde.